# Burg Bobrowniki
Die Burg Bobrowniki ist die Ruine einer Ordensburg des Deutschen Ordens im Dobriner Land in Polen.

## Geschichte

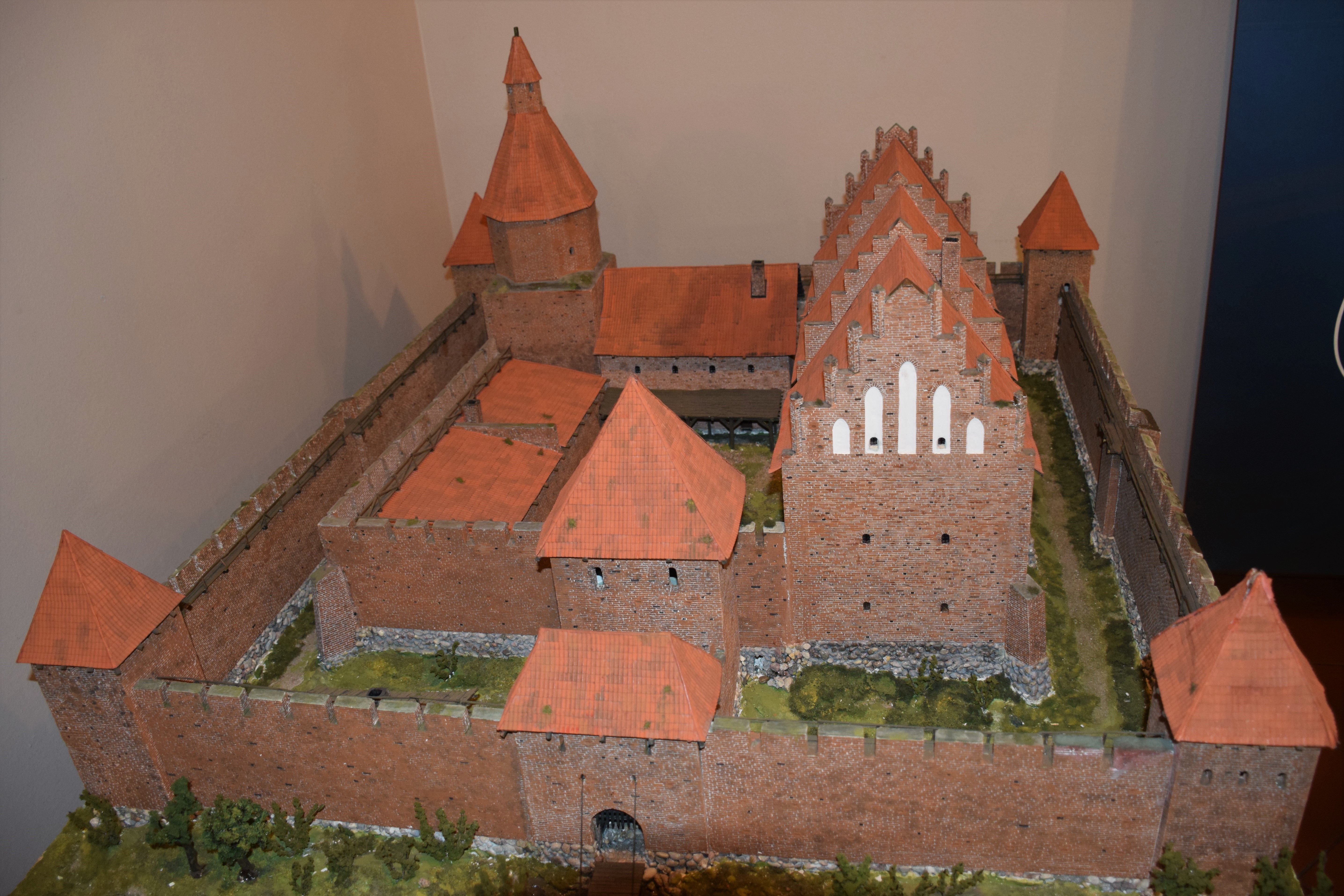
Schlossmodell

Die Burg wurde in der ersten Hälfte des 14. Jahrhunderts von Władysław dem Krummen, einem kujawischen Herzog, am Ostufer der Weichsel errichtet. 1377 ging die Burg an Wladislaus II. von Oppeln, der sie 1392 an den Deutschen Orden verkaufte. 1405 erwarb der polnische König Władysław II. Jagiełło die Burg mit dem ganzen Dobriner Land vom Orden. 1409 wurde die Burg vom Orden erobert, musste jedoch bereits 1410 wieder an Polen abgetreten werden. Danach diente sie als Verwaltungssitz von polnischen Starosten und in den Kriegen gegen den Orden als Verlies für gefangene Ordensritter. Während des Nordischen Krieges von 1655 bis 1660 wurde die Burg zerstört und nicht wieder aufgebaut.